# アームストロング・シドレー ステンター
アームストロング・シドレー ステンター（Armstrong Siddeley Stentor）, 後にブリストル・シドレー BSSt.1 ステンターはブルー スティールミサイル用のロケットエンジンである。